# Сестре Бронте: изабрана дела 2
Сестре Бронте: изабрана дела 2 (енгл. Selected Works of the Bronte Sisters 2) је белетристика Сестара Бронте. Српско издање је објавила издавачка кућа Вулкан 2020. године.

## О књизи
Проза сестара Бронте је описана као препуна емоција, непосредна и провокативна, а сестре Бронте као прве које су се бавиле интригантним темама. Сматра се да је најмлађа сестра Ен Бронте писала најмодерније, бринући за положај и социјални статус жена, нарочито гувернанти.
Књига садржи Агнес Греј Ен Бронте, први пут преведен на српски језик, Вилет и Професор Шарлот Бронте, као и друге приче о страсти, чежњи и емоцијама. Сматра се да су универзалне поруке сестара Бронте о аутентичности и феминизму и данас актуелне и два века касније преносе визионарске идеје ових жена и њиховог времена.